# Hutaraja (Dolok Sanggul)
Hutaraja is een bestuurslaag in het regentschap Humbang Hasundutan van de provincie Noord-Sumatra, Indonesië. Hutaraja telt 1745 inwoners (volkstelling 2010).